# Hans Kamp

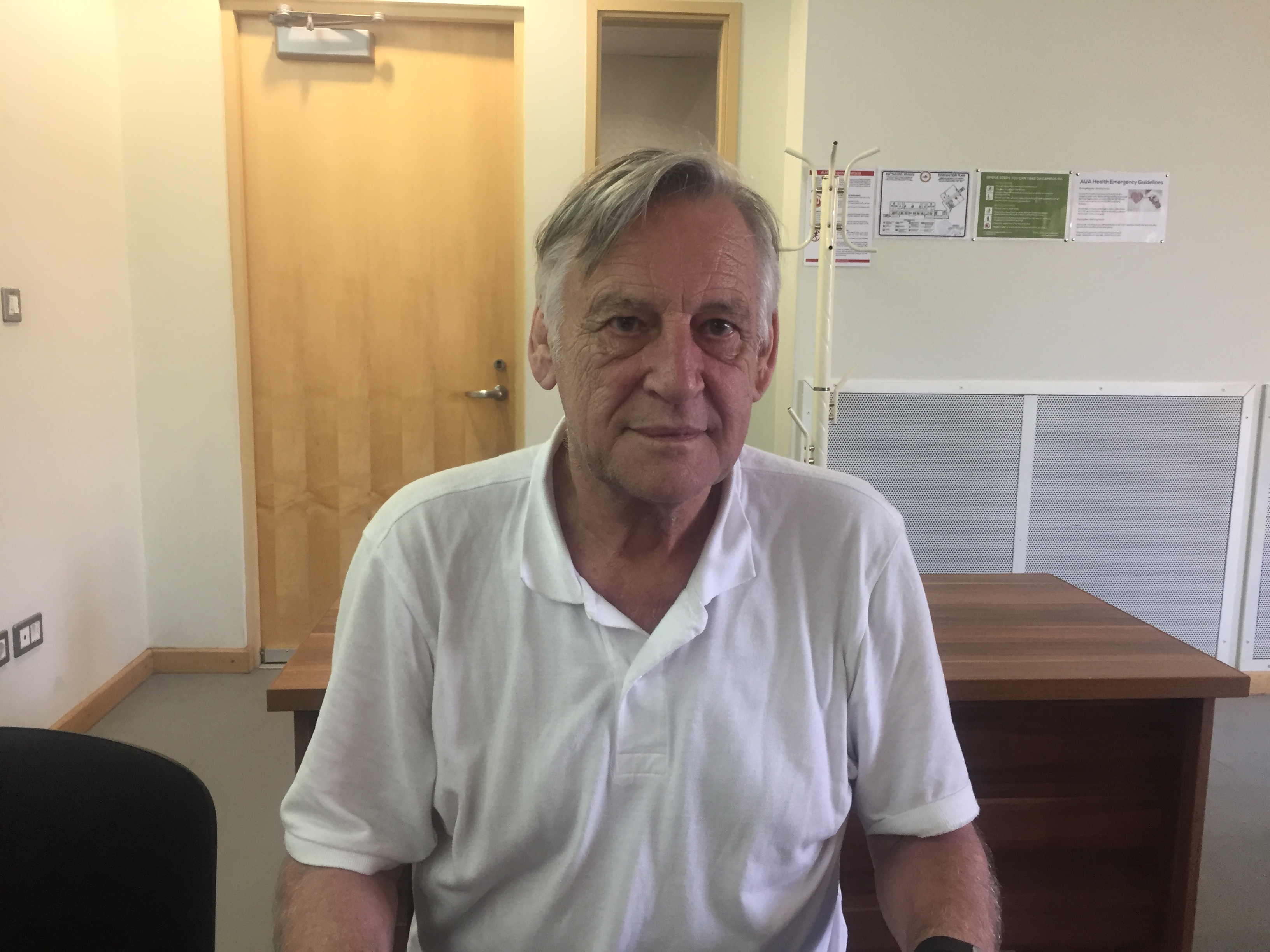
Hans Kamp, 2017

Johan Anthony Willem „Hans“ Kamp (* 5. September 1940 in Den Burg auf Texel) ist ein niederländischer Philosoph und Sprachwissenschaftler.
Er studierte ab 1958 Physik und Mathematik an der Universität Leiden, Holland (Abschluss als B. A. 1961). Anschließend folgte ein Graduiertenstudium in Amsterdam, wo er 1965 in Logik, Grundlagen der Mathematik und Philosophie der empirischen Wissenschaften promoviert wurde. Es folgte ein Postdoc-Aufenthalt an der University of California at Los Angeles, wo er 1968 mit einer Dissertation über Tense Logic and the Theory of Linear Order einen weiteren Titel (PhD) erwarb. In der Folge lehrte er als Assistant Professor an der Cornell University, am University College London, an der University of Massachusetts und von 1974 bis 1984 am Bedford College der University of London, unterbrochen durch Gastprofessuren am MIT und der University of Texas at Austin. Im Sommer 1988 berief ihn die Universität Stuttgart als Ordentlichen Professor für Formale Logik und Sprachphilosophie an das Institut für Maschinelle Sprachverarbeitung.
Gleichzeitig mit ähnlich gelagerten Arbeiten von Irene Heim entwickelte Hans Kamp eine Erweiterung der klassischen Satzsemantik zur Diskursrepräsentationstheorie (DRT).
1992 erhielt Kamp zusammen mit Barbara H. Partee den Max-Planck-Forschungspreis und 1996 den Jean-Nicod-Preis. Seit 1997 ist er korrespondierendes Mitglied der British Academy und seit 2006 ordentliches Mitglied der Academia Europaea. 2015 wurde er in die American Academy of Arts and Sciences gewählt. 2024 wurde er, gemeinsam mit Irene Heim, mit dem Rolf-Schock-Preis ausgezeichnet.